# Zornella orientalis
Zornella orientalis är en spindelart som beskrevs av Marusik, Buckle och Koponen 2007. Zornella orientalis ingår i släktet Zornella och familjen täckvävarspindlar. Inga underarter finns listade i Catalogue of Life.